# アトラス山
アトラス山（Mount Atlas、南緯72度44分 東経165度30分 / 南緯72.733度 東経165.500度座標: 南緯72度44分 東経165度30分 / 南緯72.733度 東経165.500度）は、南極・ヴィクトリアランドにある火山円錐丘である。プレアデス火山群に属し、プレイオネス山の北東の側にある。
その名称は、ニュージーランド南極地名委員会によって、ギリシャ神話の神・アトラースに因んで命名された。これは、プレイオネス山がギリシャ神話の女神・プレーイオネーに因んだものであるため、その夫の名前をつけたものである。
この山は、南極大陸のウィリアムズ岬とアデア岬の間のペンネル海岸にある。